# Vavau (Samoa)
Vavau ist ein Ort auf der Insel Upolu im Distrikt Atua in Samoa. 2006 wurden 356 Einwohner gezählt.

## Geographie
Vavau liegt an der Südküste von Upolu, zwischen Lotofaga und Aʻufaga. In der Umgebung liegen noch die Siedlungen Sasita, Etemuli, sowie Toloavatu und Pinipini. Von Vavau aus liegen To-sua und To-le-sua im Hinterland.
Die Küste steigt schroff auf 40 m an. Der gerade Strand war immer ein beliebtes Touristenziel und es gibt Beach fale zur Unterbringung von Touristen. Die Main South Coast Road verbindet die Orte miteinander.

## Verwaltung
Das Dorf gehört zum Wahlbezirk Lotofaga Electoral Constituency (Faipule District) im Distrikt Atua.

## Religion
Im Ort befindet sich die Kirche EFKS Vavau (Congregational Church).

## Sehenswürdigkeiten
Das lokale Ressort war ein beliebtes Ausflugs- und Touristenziel. Durch das Erdbeben und Tsunami 2009 wurde es zerstört.
Im Westen des Strandes liegt der Natur-Pool To-Sua Ocean Trench.